# Кабні

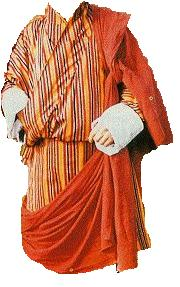
Кабні у складі ґхо

Кабні (дзонґ-ке བཀབ་ནེ་, Вайлі bkab-ne, англ. kabney) — шовковий шарф, який носять разом з ґхо, традиційним чоловічим костюмом в Бутані. Його виготовляють з шовку-сирцю і він має розмір, приблизно, 90 на 300 см і обрамлений бахромою. Його носять в особливих випадках і при відвідинах дзонгу. Він звисає з лівого плеча до правого стегна.
Колір шарфа залежить від рангу носія.
| Колір шарфа                     | Статус носія                                             |
| ------------------------------- | -------------------------------------------------------- |
| Шафрановий шарф                 | Король и Дже Кхемпо                                      |
| Помаранчевий шарф               | Члени уряду (льонпо)                                     |
| Блакитний шарф                  | Члени консультативної ради короля                        |
| Червоний шарф                   | Чоловіки-члени королівської сім'ї та вищі посадові особи |
| Зелений шарф                    | Судді                                                    |
| Білий шарф з синіми смугами     | Члени Національної асамблеї                              |
| Білий шарф з червоними смужками | Глави 201 гевогів                                        |
| Білий шарф                      | Пересічні громадяни                                      |